# 金網資本
金網資本（英語：ViaGold Capital Limited）是一間百慕大註冊的離岸公司兼澳洲上市公司；公司曾經設立總部在澳門，但現已改為在鄰近的珠海市。公司經營教育、融资租赁及提煉稀土金屬。

## 歷史

### 子公司
2016年，金網資本透過子公司金網礦業，與高鵬礦業控股（港交所：2212）成立一間合營公司，經營採礦機械租賃業務。金網資本亦擁有「深圳汛達投資有限公司」51%股權；該公司與國企廣晟有色（上交所：600259）亦開設另外一間合營公司「茂名市金晟矿业有限公司」（茂名金晟），深圳汛達投資與廣晟有色各佔「茂名金晟」一半股權。

### 姊妹公司
金網資本曾經是百慕大註冊的香港上市公司文化傳信集團的大股東（1998年至2000年），由金網資本向星島集團購入；但該公司現由金網資本的大股東（透過）:86:100，擁有的李柏思（葡萄牙語：Basilio Dizon）、周麗華夫婦，透過另一間公司擁有大股東地位。在2007年左右，李柏思夫婦曾經透過金網資本及私人公司，再度成為文化傳信集團的大股東。而文傳則曾為雲信投資控股（曾稱中國生物資源控股、九方科技控股）第一大股東。
作為文化傳信集團大股東期間，金網資本曾經於1999年11月向該公司購入出版《天天日報》的「天天出版事業發展有限公司」，但不包括由他人擁有的「天天日報（國際）有限公司」（下稱天天國際）；天天國際擁有《天天日報》出版專利權。但據報導，不足一年，《天天日報》自2000年6月改由「電宇出版有限公司」出版 ，並於2000年年底開始拖欠租金、人工及其他費用。
金網資本董事會主席張偉東 ，亦曾經同時為文化傳信集團董事會主席，直至2010年12月因病退休。金網資本另一位執行董事戴章壽（英語：Tai Cheong Sao；在2009年10月請辭），亦曾經同時為文化傳信集團執行董事。

## 外部連結
- 官方网站